# Förstakammarvalet i Sverige 1907
Förstakammarvalet i Sverige 1907 var ett val i Sverige. Valet utfördes av landstingen och i de städer som inte hade något landsting utfördes valet av stadsfullmäktige. 1907 fanns det totalt 1 268 valmän, varav 1 237 deltog i valet.
I Stockholms läns valkrets och en tredjedel av Kristianstads läns valkrets ägde valet rum den 3 april. I Göteborgs stads valkrets ägde valet rum den 12 september. I Stockholms stads valkrets ägde valet rum den 16 september. I Uppsala läns valkrets, Södermanlands läns valkrets, 2/3 av Östergötlands läns valkrets, Göteborgs och Bohusläns valkrets, Älvsborgs läns valkrets och Skaraborgs läns valkrets ägde valet rum den 17 september. I den resterande delen av Östergötlands läns valkrets, Jönköpings läns valkrets, Hallands läns valkrets, Örebro läns valkrets och Norrbottens läns valkrets ägde valet rum den 18 september. I Västerbottens läns valkrets ägde valet rum den 19 september. I Kalmar läns södra valkrets ägde valet rum den 25 september. I Gotlands läns valkrets och Malmöhus läns valkrets ägde valet rum den 1 oktober. I Kopparbergs läns valkrets ägde valet rum den 3 oktober. I 2/3 av Kristianstads läns valkrets ägde valet rum den 8 oktober. I Gävle stads valkrets ägde valet rum den 31 oktober och i Jämtlands läns valkrets ägde valet rum den 9 december.

## Valresultat
| Parti  | Parti                     | Röster | Valda | Mandatfördelning | Mandatfördelning | Mandatfördelning |
| Parti  | Parti                     | Röster | Valda | FK 1907          | FK 1908          | +/-              |
| ------ | ------------------------- | ------ | ----- | ---------------- | ---------------- | ---------------- |
|        | Protektionistiska partiet | 829    | 19    | 100              | 101              | +1               |
|        | Moderata partiet          | 338    | 9     | 35               | 41               | +6               |
|        | Partilösa                 | 73     | 2     | 13               | 5                | -8               |
|        | Övriga                    | 493    | 0     | 2                | 3                | +1               |
| Totalt | Totalt                    | 1 733  | 30    | 150              | 150              | +-0              |

Det protektionistiska partiet behöll alltså egen majoritet.

## Invalda riksdagsmän
Stockholms stads valkrets:
- Ragnar Törnebladh, mod

Stockholms läns valkrets:
- August Pettersson i Österhaninge, mod

Uppsala läns valkrets:
- Fredrik Ridderbjelke, prot

Södermanlands läns valkrets:
- Albert Sjöholm, prot

Östergötlands läns valkrets:
- Julius Juhlin, prot
- Herman Fleming, prot
- Gunnar Ekelund, prot

Jönköpings läns valkrets:
- Karl Ekman, prot

Kalmar läns södra valkrets:
- Carl Gustaf Hult, prot

Gotlands läns valkrets:
- Theodor af Ekenstam, prot

Kristianstads läns valkrets:
- Johan Gyllenstierna, mod
- James Kennedy, prot
- Troed Troedsson, mod

Malmöhus läns valkrets:
- Henrik Cavalli, prot
- Olof Tonning, prot
- Oscar Trapp, mod

Hallands läns valkrets:
- Ludvig Danström

Göteborgs och Bohusläns valkrets:
- Eric Hallin, prot

Göteborgs stads valkrets:
- August Wijkander, mod

Älvsborgs läns valkrets:
- August Bellinder, prot

Skaraborgs läns valkrets:
- Carl Klingspor, prot
- Knut Åkerberg, prot
- Gustaf Barthelson, prot

Örebro läns valkrets:
- August Bækström
- Lars Larsson, prot

Kopparbergs läns valkrets:
- Emil Gezelius, prot

Gävle stads valkrets:
- Hugo Hamilton, mod

Jämtlands läns valkrets:
- Göran Skytte, mod

Västerbottens läns valkrets:
- Herman Rogberg, mod

Norrbottens läns valkrets:
- Carl Taube, prot

## Fotnoter
1. ↑  Siffrorna avser de sammanlagda röstetalen för de riksdagsledamöter som tillhörde respektive parti och valdes under detta år. Rösterna på kandidater som tillhörde partierna men inte vann ett riksdagsmandat har alltså sorterats in under "övriga". Röstetalen på valkretsnivå är hämtade från SCB och riksdagsledamöternas partitillhörigheter är baserade på uppgifter från bokserien Tvåkammarriksdagen 1867–1970.
2. ↑  En högervilde och två vänstervildar